# Комплекс зграда са окућницом (Карловчић)
Комплекс зграда са окућницом (Карловчић), месту у општини Пећинци, настао је у другој половини 19. века, са коначно формираним изгледом почетком друге деценије 20. века. Комплекс је заштићено непокретно културно добро као споменик културе од изузетног значаја.

## Изглед
Ова окућница се састоји из куће, два амбара са котобањама различитог изгледа и времена настанка, између којих је још један, засебни амбар. Кућа има основу „на лакат“, са подужним зиданим тремом. Део према улици је репрезентативан, што се истиче обрадом фасаде. Обухвата две собе које ентеријером и мобилијаром одражавају укус грађанског слоја, док је други део, у низу: соба, кухиња са отвореним оџаком, соба и остава, пример богатије и развијеније сеоске куће Војводине. Градили су је 1912. године познати мајстори Дешићи из Голубинаца.
Наспрам куће смештене су привредне зграде подужних основа, грађене од храстовине, двосливних кровова покривених бибер црепом. Амбар са котобањом, високо постављен на зид од опеке, ужом страном у равни улице, богато је украшен на трему и забату. Саградили су га 1908. године исти мајстори који су зидали кућу. Амбар са тремом ограђеним профилисаним летвама и лучним косницима између стубова је, према урезаној години, саграђен 1885. године. Тада је настао и амбар са котобањом без трема. Окућница у Карловчићу представља вредан пример имућног сеоског газдинства Срема с краја 19. и почетка 20. века.
Конзерваторски радови нису извођени.

## Галерија
- Улазна врата
- Поглед са улице